# Bittacus boraceiensis
Bittacus boraceiensis är en näbbsländeart som beskrevs av Joao Stenghel Morgante 1967. Bittacus boraceiensis ingår i släktet Bittacus och familjen styltsländor. Inga underarter finns listade i Catalogue of Life.